# Manchester (Georgia)
Manchester város az USA Georgia államában, Meriwether és Talbot megyében. Lakosainak száma 3584 fő (2020. április 1.).

## Népesség
A település népességének változása:

| 2010 | 4 230 |
| 2020 | 3 584 |